# Caballo pío
Los caballos con capa pío, son los que tienen manchas blancas de distinto tamaño por todo su cuerpo. Se suelen agrupar en un solo patrón genérico pero, de hecho, pertenecen a grupos o sub-patrones diferentes. Tanto por las causas genéticas (genes) que los provocan como, muy a menudo, por el aspecto exterior que suelen mostrar.

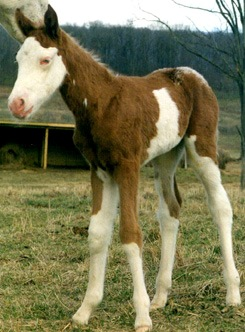
Potrillo castaño pío.

## Tipos de pelajes manchados
Los sub-patrones manchados son:
- Overo, manchado de bajo.
- Tobiano, manchado por arriba.
- Sabino, manchado-sabino.
- Moteado salpicado.

Cada sub-patrón moteado está provocado por un gen determinado. En un mismo caballo pueden encontrarse combinados dos o más sub-patrones manchados. Un ejemplo sencillo es el de los caballos "toveros" (a la vez overos y tobianos).
El patrón moteado genérico puede definirse como "manchas blancas en el cuerpo formadas por zonas de pelos blancos que crecen sobre áreas de piel rosada y despigmentada, los Bausan y las marcas blancas faciales no determine que un caballo sea de pelaje manchado".
La distribución de las manchas blancas suele ser asimétrica (cuando los dos lados presentan manchas diferentes). Las manchas mantienen la forma y posición desde el nacimiento a lo largo de la vida del caballo.
La superficie total de manchas blancas puede variar desde casi nula hasta casi el 100%. Los pelajes más contrastados son aquellos que muestran una proporción del 50% entre las manchas blancas y el pelaje más oscuro de base. Los pelajes de base son los 4 básicos (negro, pardo, castaño, rojo), sus diluidos y los multidiluidos. Los pelajes manchados pueden estar combinados, en un mismo caballo, con otros patrones (pecoso, ruano, liart, rabicano ,...).

## Sub-patrón overo

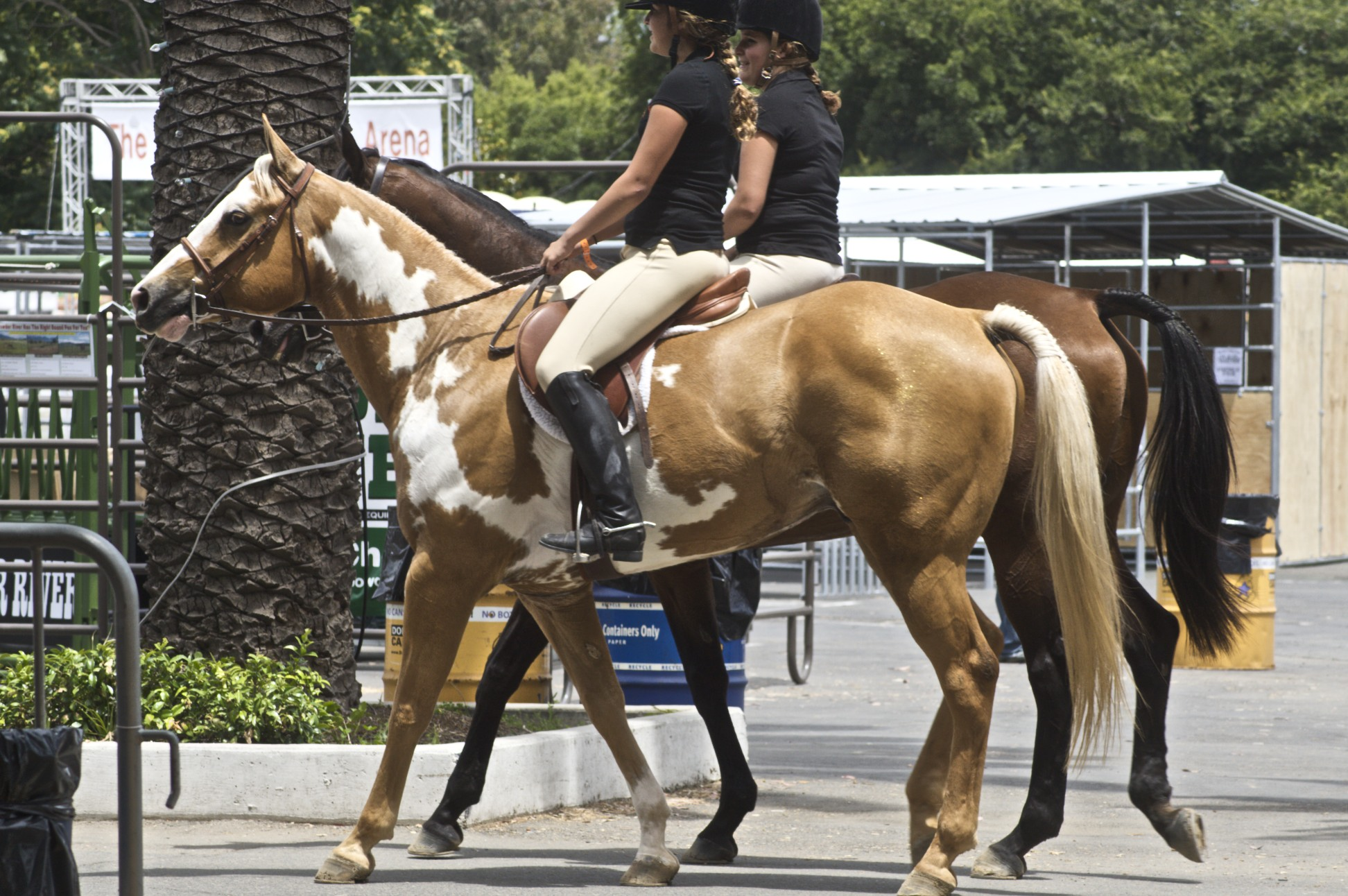
Caballo moteado overo

Los caballos overos pueden tener casi cualquier distribución de manchas blancas sobre el cuerpo. La tendencia es que tengan la barriga manchada de blanco, la cola de color oscuro y la cabeza con bastante blanco (a menudo con ojos despigmentados). El dorso es oscuro, al menos parcialmente.

El registro American Paint Horse agrupó todos los subpatrons no tobianos bajo el nombre de overos (decisión muy discutible y poco afortunada), llamando "frame overo" al overo original.
En muchos casos los pelajes overos suelen mostrar las manchas blancas "enmarcadas" por las zonas de pelaje oscuro de base. De ahí el nombre "frame" que quiere indicar "marco", como el marco de un cuadro. (Visto un "frame overo" de lado, las manchas blancas serían la pintura y las áreas oscuras el "frame" o marco).

## Sub-patrón tobiano

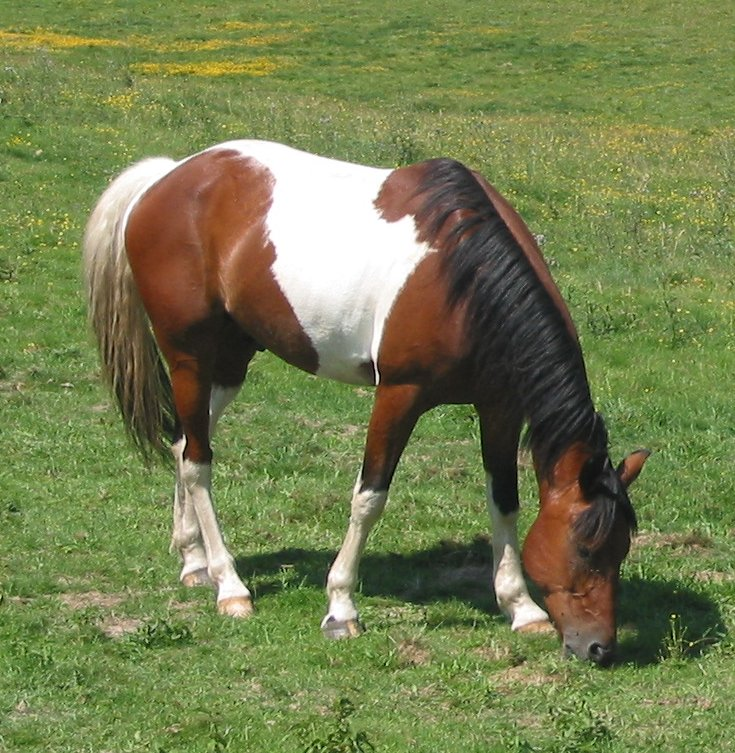
Caballo de pelaje tobiano

La ubicación de las manchas blancas en los caballos tobianos parece seguir una tendencia diferente a la de los overos.
La barriga a menudo es oscura, el dorso con manchas blancas, la cabeza oscura y la cola con mucho blanco.

## Sub-patrón supe o sabino
(Según la acepción norteamericana)

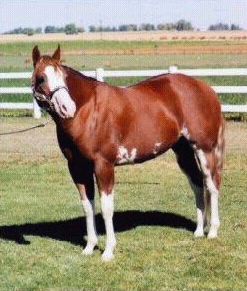
Caballo sabino o "sabino"

Los caballos sabinos o "sabinos" suelen tener las cuatro patas blancas, incluyendo los pies. Las zonas blancas de las patas suelen unir con las zonas oscuras en forma de manchas blancas de contornos desgarrados o desdibujados. El rostro suelen tenerlo muy blanco y los ojos son azules en muchas ocasiones.
Son frecuentes los entrepelados de blanco (pelos blancos interpolados en medio de las partes oscuras). Hay quienes opinan que los sabinos y los ruanos están relacionados a nivel genético.

## Sub-patrón "salpicado de blanco"
Los caballos manchados salpicados tienen blancas las patas y la barriga. La cara suele ser blanca y los ojos azules. Parece como si hubieran sido pintados de blanco desde abajo. En algunos casos sufren sordera.